# Oskar Kwiatkowski
Oskar Kwiatkowski (Zakopane, 25 de abril de 1996) es un deportista polaco que compite en snowboard.
Ganó una medalla de oro en el Campeonato Mundial de Snowboard de 2023, en la prueba de eslalon gigante paralelo. Participó en dos Juegos Olímpicos de Invierno, en los años 2018 y 2022, ocupando el séptimo lugar en Pekín 2022, en la misma prueba.

## Medallero internacional
| Campeonato Mundial | Campeonato Mundial  | Campeonato Mundial | Campeonato Mundial       |
| Año                | Lugar               | Medalla            | Prueba                   |
| ------------------ | ------------------- | ------------------ | ------------------------ |
| 2023               | Bakuriani (Georgia) | Medalla de oro     | Eslalon gigante paralelo |